# Pseudodistoma saxicavum
Pseudodistoma saxicavum is een zakpijpensoort uit de familie van de Pseudodistomidae. De wetenschappelijke naam van de soort is voor het eerst geldig gepubliceerd in 1972 door Gaill.